# Cizre
Cizre (in curdo Cizîr‎) è una città della Turchia, della provincia di Şırnak. 
In antichità era nota come Bāzabdā o Jazirat Ibn 'Umar, dal nome di al-Ḥasan b. ʿUmar b. al-Khaṭṭāb al-Taghlībī (morto verso l'865). 
La sua costruzione veniva attribuita ad Ardashir Bābakān.

## Nome
Anticamente venne chiamata Kardu Gazarta. Sotto i Persiani fu chiamata Gazarta o Bazibda.
Il nome Cizre deriva dall'arabo  "jazīra" (in arabo جزيرة‎?), che significa isola (o "penisola"), in quanto il fiume Tigri formava, in quel luogo, un'ansa, che attornia quasi completamente la città, facendola sembrare un'isola.

## Storia
Nel 360 la città era parte dell'Impero romano, e si trovava sul confine con l'impero dei Sasanidi. Bezabde, presidiata da tre legioni (II Armeniaca, II Flavia Virtutis e II Parthica) venne assediata e conquistata dal re sasanide Sapore II (Shāpūr II): la popolazione venne in questa occasione massacrata, dopo aver valorosamente difeso la città. Shāpūr riparò le mura e vi installò una guarnigione, in quanto la città era strategicamente posizionata. L'imperatore romano Costanzo II non riuscì a riprendere la città, malgrado l'uso pesante di artiglieria.
Nel X secolo la città dipendeva da Mosul ma nel secolo successivo, dopo essere stata governata da Shams al-Dawla Jakarmish, mamelucco del Sultano selgiuchide Malikshah, cadde sotto il controllo della dinastia marwanide e nel XII secolo divenne possedimento zengide.
La città beneficò della presenza delle due importanti famiglie dei Banū l-Athīr e dei Banū ʿAbd al-Karīm al-Jazārī e nel XVI secolo i Curdi ne mantennero il controllo come principato indipendente sotto la nominale sovranità degli Ottomani. Nel 1566 varia famiglie cristiane, che fuggivano da Irbil vi trovarono generosa ospitalità.
Nel 1836 le autorità ottomane misero fine all'autonomia fin lì goduta grazie ai Curdi e il suo territorio diventò un semplice qaḍāʾ.